# (9275) Persson
(9275) Persson (1980 FS3) – planetoida z pasa głównego asteroid okrążająca Słońce w ciągu 5,32 lat w średniej odległości 3,05 j.a. Odkryta 16 marca 1980 roku.